# Barros (Orocovis)
Barros es un barrio ubicado en el municipio de Orocovis en el estado libre asociado de Puerto Rico. En el Censo de 2010 tenía una población de 1917 habitantes y una densidad poblacional de 269,74 personas por km².

## Geografía
Barros se encuentra ubicado en las coordenadas 18°14′51″N 66°24′46″O / 18.24750, -66.41278. Según la Oficina del Censo de los Estados Unidos, Barros tiene una superficie total de 7,11 km², que corresponden a tierra firme.

## Demografía
Según el censo de 2010, había 1917 personas residiendo en Barros. La densidad de población era de 269,74 hab./km². De los 1917 habitantes, Barros estaba compuesto por el 91,5% blancos, el 3,18% eran afroamericanos, el 0,57% eran amerindios, el 0,1% eran asiáticos, el 3,81% eran de otras razas y el 0,83% pertenecían a dos o más razas. Del total de la población el 99,63% eran hispanos o latinos de cualquier raza.